# Ternant (Nièvre)
Ternant é uma comuna francesa na região administrativa de Borgonha-Franco-Condado, no departamento de Nièvre. Estende-se por uma área de 19,38 km². Em 2010 a comuna tinha 191 habitantes (densidade: 9,9 hab./km²).